# Kærlighedspolitiet
Kærlighedspolitiet er en dansk dokumentarfilm fra 2006, der er instrueret af Krister Moltzen.

## Handling
Hvad skal der til, for at to mennesker har et reelt ægteskab? Skal de elske hinanden? I så fald hvor højt? Og hvis ikke, hvad er det så et ægte ægteskab skal indeholde? Det her er en film om kærlighed og ægteskab og samlivskontrol og simultanafhøring, og om hvordan man undersøger ægteskaber. Normalt er der ikke nogen, der sætter spørgsmålstegn ved det, man står og lover hinanden nede i kirken. Men hvis man gifter sig med en udlænding, ser sagen lidt anderledes ud. Så skal den danske Udlændingeservice nemlig kontrollere, om man har et proformaægteskab. Når Udlændingeservicen har et par mistænkt for at have et proformaægteskab, sætter de en større undersøgelse i gang - en undersøgelse, der er designet til at finde frem til de ægtefolk, der snyder med deres ægteskab. Men hvad er det, der mangler i et proformaægteskab? Hvordan bærer man sig ad med at teste den slags? Og hvad sker der, hvis man tester testen på et pæredansk ægtepar hævet over enhver mistanke?